# PowerBook 165c
Le PowerBook 165c est un ordinateur portable d'Apple sorti en 1993.
Ce fut le premier PowerBook à écran couleur. À part cela et un processeur un peu plus puissant il était identique au PowerBook 160. À cause de l'écran couleur, sa batterie NiCad (nickel et cadmium) ne lui assurait qu'une heure d'autonomie alors que le PowerBook 160 durait près de 3 heures avec la même batterie. Son affichage était assez lent à cause de la mémoire vidéo de type statique (DRAM), la mémoire VRAM intégrée étant réservée pour l'affichage sur un écran externe (alors que les PowerBook 160 et 180 utilisaient de la VRAM double-port).

## Caractéristiques
- Microprocesseur : Motorola 68030 cadencé à 33 MHz
- adressage 24/32 bits
- FPU : Motorola 68882
- bus système 32 bits à 33 MHz
- mémoire cache : 512 octets de niveau 1
- mémoire morte : 1 Mio
- mémoire vive : 4 Mio extensible à 14 Mio
- écran LCD 8,9" à matrice passive
- mémoire vidéo : 128 Kio de DRAM pour l'écran LCD intégré, 512 Ko de VRAM pour écran externe
- résolutions supportées sur l'écran LCD intégré :
  - 640 × 400 en 8 bits
- résolutions supportées sur écran externe :
  - 512 × 384 en 8 bits
  - 640 × 400 en 8 bits
  - 640 × 480 en 8 bits
  - 800 × 600 en 8 bits
  - 832 × 624 en 8 bits
- disque dur SCSI de 80 ou 120 Mo
- lecteur de disquette 3,5" 1,44 Mo
- slots d'extension :
  - 1 emplacement pour modem (en option)
  - 1 connecteur mémoire vive spécifique (PB 1xx) de type SRAM (vitesse minimale : 85 ns)
- connectique :
  - 1 port SCSI (HDI-30)
  - 2 ports série (Mini Din-8)
  - 1 port ADB
  - sortie son : stéréo 8 bits
  - entrée son : mono 8 bits
  - sortie vidéo spécifique PowerBook
- microphone mono
- haut-parleur mono intégré
- batterie NiCad lui assurant environ 1 heure d'autonomie
- dimensions : 5,8 × 28,6 × 23,6 cm
- poids : 3,2 kg
- alimentation : 24 W
- systèmes supportés : Système 7.1 à 7.6.1